# Trichroa oberthuri
Trichroa oberthuri là một loài bọ cánh cứng trong họ Cerambycidae.